# Macharbek Chasbijewitsch Chadarzew

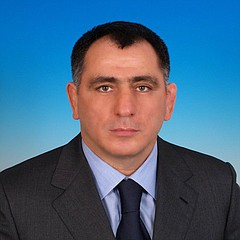
Macharbek Chadarzew

Macharbek Chasbijewitsch Chadarzew (russisch Махарбек Хазбиевич Хадарцев; * 2. Oktober 1964 in Suadag, Nordossetische Autonome Sozialistische Sowjetrepublik) ist ein ehemaliger ossetischer Ringer, der für die Sowjetunion, die Gemeinschaft Unabhängiger Staaten, Russland und Usbekistan startete.

## Werdegang
Macharbek Chadarzew wuchs in Suadag auf. Als Jugendlicher begann er mit dem Ringen und fuhr dazu mit seinem älteren Bruder Aslan Chadarzew, der ebenfalls ein erfolgreicher Ringer werden sollte, vier- bis fünfmal in der Woche mit dem Bus zum Training in das 40 Kilometer entfernte Wladikawkas. Er wurde Mitglied von SKA Wladikawkas und Schüler des Trainers Kasbek Dedikajew. Er rang ausschließlich im freien Stil und startete als 18-Jähriger im Jahr 1982 erstmals bei einer internationalen Meisterschaft, nämlich den Junioren-Weltmeisterschaften in Colorado Springs. Dort wurde er Junioren-Weltmeister in der Gewichtsklasse bis 81 kg Körpergewicht. In den Jahren 1983 und 1984 gewann er dann weitere WM-Titel im Juniorenbereich. Im Jahr 1986 wurde er erstmals sowjetischer Meister im Halbschwergewicht und wurde erstmals auch bei den Senioren bei einer internationalen Meisterschaft, nämlich der Weltmeisterschaft in Budapest eingesetzt. Er erfüllte die in ihn gesetzten Erwartungen vollauf und gewann durch einen Sieg im Endkampf über Torsten Wagner aus der DDR seinen ersten WM-Titel bei den Senioren.
1987 wurde er in Weliko Tarnowo Europameister und in Clermont-Ferrand auch Weltmeister. In Veliko Tarnovo hatte er insoweit Glück, dass die Kampfrichter im Kampf gegen Bodo Lukowski aus der BRD eine einwandfreie Schulterniederlage Chadarzews übersahen. Sie übersahen sie wohl deshalb, weil sie sie nicht für möglich hielten. Bei der Weltmeisterschaft in Clermont-Ferrand gewann er den Titel durch einen kampflosen Sieg im Finale, weil der US-Amerikaner James Scherr wegen einer Verletzung nicht mehr gegen ihn antreten konnte.
Auch 1988 errang Chadarzew zwei Titel. Im Frühjahr wurde er in Manchester Europameister und im Herbst in Seoul auch Olympiasieger im Halbschwergewicht, wobei er dort wenig Probleme hatte, vor zwei asiatischen Ringern die Goldmedaille zu gewinnen.
In den Jahren 1989 und 1990 war Chadarzew nur bei den Weltmeisterschaften am Start und gewann seinen dritten und vierten WM-Titel. 1989 gewann er gegen James Scherr im Endkampf, gegen den er diesmal kämpfen musste, im Finale mit 3:0 Punkten und auch 1990 besiegte er im Endkampf mit Chris Campbell einen weiteren US-Amerikaner mit 1:0 nach Punkten.
Auch in den Jahren 1991 und 1992 feierte Chadarzew wieder vier Erfolge. Er wurde in beiden Jahren Europameister, 1991 Weltmeister und 1992 in Barcelona zum zweiten Mal Olympiasieger, jeweils im Halbschwergewicht. Bei der Europameisterschaft 1991 in Stuttgart war er seinen Konkurrenten haushoch überlegen und gewann den Titel ohne einen Punkt abgeben zu müssen. Bei der Weltmeisterschaft des gleichen Jahres brauchte er allerdings fremde Hilfe, um den Titel zu gewinnen, da er ganz überraschend gegen Chris Campbell verloren hatte. Campbell verlor aber dann gegen den Kubaner Roberto Limonta und musste vorzeitig ausscheiden. Zum Olympiasieg in Barcelona benötigte Chadarzew fünf Siege und erzielte dabei ein Punkteverhältnis zu seinen Gunsten von 25:2. Chris Campbell fertigte er diesmal mit 7:0 Punkten ab.
Nach seinem zweiten Olympiasieg 1992 setzte Chadarzew seine Karriere fort. Er musste aber schon bald erkennen, dass die Konkurrenz es ihm nicht leicht machen würde. Er gewann bei den folgenden sieben internationalen Meisterschaften, die er noch bestritt, nur mehr einen Titel, den des Europameisters von 1995 in Fribourg in der Schweiz. Besonders der iranische Ringer Rasul Khadem Azghali war es, der ihn mehrmals besiegte und auf die Plätze verwies. So unterlag er diesem Ringer auch im Finale der Olympischen Spiele 1996 in Atlanta und gewann somit „nur“ die Silbermedaille.
Nach diesen Olympischen Spielen beendete Macharbek Chadarzew seine so außerordentlich erfolgreiche Laufbahn als aktiver Ringer, wagte aber im Jahr 2000 im Alter von 35 Jahren, diesmal für Usbekistan startend, ein Comeback bei den Olympischen Spielen in Sydney, wo er allerdings nur den 14. Platz errang, da er schon in der 1. Runde des Mittelgewichtes, in das er abtrainiert hatte, gegen den Koreaner Yang Myung-Mo mit 2:3 Punkten unterlag.
Macharbek war auch in Deutschland gut bekannt, denn er rang auch einige Zeit für den ASV Lampertheim in der Ringer-Bundesliga. Für seine Verdienste um den Ringersport wurde er im September 2005 in die FILA International Wrestling Hall of Fame aufgenommen.
Ab 1993 war Chadarzew Leiter einer nordossetischen Brauereigruppe. 1998 erlangte er einen Abschluss als Kandidat der Wirtschaftswissenschaften.
Von 1995 bis 1999 war Chadarzew Mitglied des Parlaments der Republik Nordossetien-Alanien. Vom 4. Dezember 2011 bis zum 19. September 2014 war er Abgeordneter der Duma der VI. Einberufung und gehörte der Fraktion von Einiges Russland an. Anschließend war er von 2014 bis 2019 Bürgermeister von Wladikawkas. Bis zu seinem Austritt 2021 war er Mitglied von Einiges Russland.

## Auszeichnungen
- Verdienter Meister des Sports der UdSSR (1986)[3]
- Verdienter Arbeiter der Körperkultur der Nordossetischen ASSR (1990)[3]

## Internationale Erfolge
(OS = Olympische Spiele, WM = Weltmeisterschaft, EM = Europameisterschaft, F = Freistil, Mi = Mittelgewicht, Hs = Halbschwergewicht, damals bis 85 kg bzw. 90 kg Körpergewicht)
- 1982, 1. Platz, Junioren-WM (Cadets) in Colorado Springs, F, bis 81 kg, vor John Stafford, USA und Basil Waibel, Schweiz;
- 1983, 1. Platz, Junioren-WM (Juniors) in Oak Lawns/USA, F, bis 87 kg Körpergewicht, vor Frank Dorn, BRD und Jerry Curby, USA;
- 1984, 1. Platz, World-Cup-Turnier (Espoirs) in Saint John/Kanada, F, Hs, vor Mike Davies, USA und Hisaharo Hayashi, Japan;
- 1986, 1. Platz, World-Cup-Turnier in Toledo/USA, F, Hs, vor James Scherr, USA, Roberto Limonta, Kuba und Dsewegiin Düwtschin, Mongolei;
- 1986, 1. Platz, WM in Budapest, F, Hs, vor Torsten Wagner, DDR, James Scherr, Limontas, Jerzy Niec, Polen und Gábor Tóth, Ungarn;
- 1987, 1. Platz, EM in Weliko Tarnowo/Bulgarien, F, Hs, vor Efrem Kamberow, Bulgarien, Reşit Karabacak, Türkei, Iraklis Deskoulidis, Griechenland, Bodo Lukowski, BRD und Niec;
- 1987, 1. Platz, WM in Clermont-Ferrand, F, Hs, vor James Scherr, Niec, Noel Loban, Großbritannien, Düwtschin und Deskoulidis;
- 1988, 1. Platz, EM in Manchester, F, Hs, vor Mehmet Turkaya, Türkei, Toth, Deskoulidis, Rumen Albakow, Bulgarien und Edwin Lins, Österreich;
- 1988, Goldmedaille, OS in Seoul, F, Hs, vor Akiro Ota, Japan, Kim Tae-woo, Korea, Toth, James Scherr und Albakow;
- 1988, 1. Platz, World-Cup-Turnier in Toledo/USA, F, Hs, vor James Scherr und Kim Tae-woo, Korea;
- 1989, 1. Platz, WM in Martigny/Schweiz, F, Hs, vor James Scherr, Toth, Deskoulidis, Andrzej Radomski, Polen und Gerhard Weber, BRD;
- 1990, 1. Platz, WM in Tokio, F, Hs, vor Christopher Campbell, USA, Mohebbi, Iran, Ludwig Schneider, BRD, Albakow und Kenan Şimşek, Türkei;
- 1990, 1. Platz, World-Cup-Turnier in Toledo/USA, F, Hs, vor James Scherr, Geovany Redmond, Kuba und Sabahettin Öztürk, Türkei;
- 1991, 1. Platz, EM in Stuttgart, F, Hs, vor Tóth, Efraim Kamberoglu, Türkei, Deskoulidis, Renato Lombardo, Italien und Josef Palatinus, Tschechoslowakei;
- 1991, 1. Platz, WM in Warna, F, Hs, vor Deskoulidis, Limontas, Albakow, Campbell und Şimşek;
- 1992, 1. Platz, EM in Kaposvár, F, Hs, vor Tóth, Şimşek, Kalojan Baew, Bulgarien, Ludwig Schneider  und Palatinus;
- 1992, Goldmedaille, OS in Barcelona, F, Hs, vor Şimşek, Campbell, Puntsagiin Süchbat, Mongolei, Ayub Bani Nosrat, Iran und Limontas;
- 1993, 3. Platz, WM in Toronto, F, Hs, hinter Melvin Douglas, USA und Eldari Luka Kurtanidse, Georgien und vor Arawat Sabejew, BRD und Abil Bairamukow, Kasachstan;
- 1994, 2. Platz, WM in Istanbul, F, Hs, hinter Rasoul Khadem, Iran und vor Douglas, Josef Lohyna, CSSR, Dschambulat Tedejew, Ukraine und Bajanmönchiin Gantogtoch, Mongolei;
- 1995, 1. Platz, EM in Freiburg im Üechtland/Schweiz, F, Hs, vor Kurtanidse, Sagid Murtazaliew, Ukraine, Lohyna, Ricardas Paulinkonis, Litauen und Robert Kostecki, Polen;
- 1995, 2. Platz, WM in Atlanta, F, Hs, hinter Khadem und vor Douglas, Baianmunkh, Tatsuo Kawai, Japan und Lohyna;
- 1996, 6. Platz, EM in Budapest, F, Hs, hinter Kurtanidse, Heiko Balz, Deutschland, Murtazaliew, Kostecki und Baew;
- 1996, Silbermedaille, OS in Atlanta, F, Hs, hinter Khadem und vor Kurtanidse, Lohyna, Tedejew und Victor Kodei, Nigeria;
- 2000, 14. Platz, OS in Sydney, F, Mi, nach Niederlage gegen Yang Hyung-mo, Südkorea und einem Sieg über Ali Özen, Türkei

## UdSSR-Meisterschaften
Die Meisterschaft der UdSSR gewann Macharbek Chadarzew in den Jahren 1986, 1987 und 1988.